# سفارة الدنمارك في فرنسا
سفارة الدنمارك في فرنسا هي أرفع تمثيل دبلوماسي لدولة الدنمارك لدى فرنسا. تقع السفارة في باريس وهي تهدف لتعزيز المصالح الدنماركية في فرنسا.

## وصلات خارجية
- الموقع الرسمي
- قائمة سفارات الدنمارك
- قائمة السفارات في فرنسا